# الشجعان الثلاثة
الشجعان الثلاثة مسلسل أنمي ياباني من أنتاج إستوديو توي أنيميشن يتحدث عن قدوم أشرار من الفضاء الخارجي يريدون غزو كوكب الأرض[ ؟ ] (ولذلك يسمون بالـ«غزاة») والقضاء على البشر أو استعبادهم.
يقوم ثلاثة من الشباب هم نوار نادر وهبة بقيادة ثلاثة رجال آليين هم على التوالي ألفا، بيتا، وغاما (ثلاثة الحروف اليونانية الأولى) بمقوامة الغزاة ومنعهم من تحقيق هدفهم.

## الفكرة
في زمن التطور في المستقبل يكون هناك فريق من ثلاثة رجال آليين يتم تجهيزهم للدفاع عن كوكب الارض من غزو يأتي من الفضاء[ ؟ ] من أحد الكواكب التي تستهدف كوكب الارض، الرجال الاليين الثلاثة هي:
- الفا ذو اللون الاسود
- بيتا ذو اللون الازرق
- غاما ذو اللون الاحمر

وعند أول هجوم يقوم ثلاث شباب بقيادة الاليين الثلاثة ويستمرون على بقيادتها إلى نهاية المسلسل المكون من 45 حلقة

## الأبطال

الآلي في وضع الاندماج حاملا السيف القاطع

يقود الفريق البروفيسور رياض الذي يقوم بإعطاء التعليمات للأبطال الثلاثة وأفراد المختبر وتطوير الآليين. يتكون الفريق من:
- نوار: قائد الفريق، يقود الآلي ألفا ذي اللون الأسود.
- نادر: يقود الآلي بيتا ذي اللون الأزرق.
- هبة: تقود الآلي غاما ذي اللون الأحمر.
- عماد: لا ينتمي لفريق الشجعان. يظهر في عدة حلقات، يقود آليا سمينا وبرتقالي اللون، أقل تطورا من آليي الفريق. يحاول مساعدة الفريق ولكنه يرتكب الحماقات في كثير من الأحيان.

لكل من الآليين الثلاثة أسلحته الخاصة، ولكنها تحتاج للوصول إلى وضع الاندماج إلى آلي واحد يقوده ثلاثة الأبطال بحيث يكون أقوى وأشد تطورا، سلاحه الأقوى هو «السيف القاطع».
يقوم الأبطال بالانتصار على الغزاة مع نهاية كل حلقة.

## الغزاة
هناك فريق كامل من الأعداء يدعى «الغزاة»، مصدره من الفضاء الخارجي بعد أن تدمر كوكبه، يقوم بتخطيط هجومات ومكائد متكررة للاستيلاء على كوكب الأرض أو القضاء على فريق «الشجعان» لتسهيل مهمته.

## وصلات خارجية
- الشجعان الثلاثة على موقع IMDb (الإنجليزية)
- الشجعان الثلاثة على موقع قاعدة بيانات الفيلم (الإنجليزية)
- الشجعان الثلاثة على موقع ANN anime (الإنجليزية)